# Les Valeureux
Les Valeureux est le titre du dernier roman de la tétralogie d'Albert Cohen intitulée parfois Solal et les Solal ou La Geste des Juifs, après Solal, Mangeclous et Belle du Seigneur. Le titre fait référence au surnom de la famille Solal de Céphalonie, au cœur de l'intrigue du roman, qui constitue également le fil rouge de l'ensemble de la saga. Publié en 1969, le roman reprend essentiellement, dix-sept mois après ce qui reste le chef-d'œuvre de son auteur, des pages écartées du manuscrit originel de Belle du Seigneur, jugé trop long par le comité de lecture des éditions Gallimard.

## Personnages principaux: les «Valeureux»
Les « Valeureux », surnom des cinq cousins Solal de Céphalonie, sont mis au cœur du roman suivant Belle du Seigneur, dont l'intrigue était centrée sur l'histoire d'amour entre Solal et Ariane. Leur description reprend parfois textuellement de larges passages de Mangeclous (1938). Albert Cohen avait en effet demandé en 1956 à Gaston Gallimard l'autorisation de recopier des extraits de ce roman pour Belle du Seigneur, afin de rappeler aux lecteurs l'identité des personnages d'une saga dont la parution s'étend sur plus de trente ans : après les retouches du manuscrit, certains de ces passages se retrouvent dans Les Valeureux.
Le roman s'ouvre sur le personnage de Pinhas Solal, dit « Mangeclous », qui concentre l'essentiel de l'action, et qui est longuement présenté au chapitre II. Cet inventeur en tout genre, aussi rusé que désargenté, passe son temps à essayer d'attirer les honneurs sur sa tête, à gagner quelque argent, et à remplir son estomac, ainsi que celui de son épouse Rébecca et de ses cinq enfants, qu'il aime par-dessus tout. Son surnom vient du fait, prétendait-il, qu'« il avait en son enfance dévoré une douzaine de vis pour calmer sa faim ».
Les quatre autres cousins sont présentés au chapitre VII : d'abord Saltiel Solal, « oncle maternel du beau Solal », vieillard « parfaitement bon », naïf et très pieux, puis Mattathias l'avare, « dit Capitaine des Avares, dit Mâche-Résine, dit Veuf par Économie, dit Compte en Banque » », puis Michaël le séducteur, « que la femme du préfet grec elle-même, racontait-on, allait rejoindre à minuit dans une grotte, par les nuits sans lune », et enfin le tendre et très sensible Salomon, le plus jeune des Valeureux, « vendeur de rafraîchissements de mai à septembre, marchand de beignets chauds en hiver, et cireur de souliers en toutes saisons. »

## Résumé
L’histoire débute sur l’île de Céphalonie en Grèce, au début de l'année 1935. Mangeclous se lève avec des envies de suicide, bien vite balayées par « une idée sublime, immédiatement réalisable », qui lui permettra d'acquérir rapidement honneurs et fortune. Il s'agit de fonder, avec l'aide de ses quatre cousins, l'« Université supérieure et philosophique de Céphalonie ». Devant un maigre auditoire, mais tout acquis à sa cause, il dispense notamment, aux chapitres XI et XII, un savoureux cours de séduction, d'après une lecture approximative et tout à fait personnelle d'Anna Karénine.
Les ambitions universitaires de Mangeclous sont interrompues au chapitre XII par une lettre de Solal envoyée à son oncle Saltiel, et qui invite les cinq Valeureux à venir le rejoindre à Genève. Les cousins s'embarquent alors dans un périple européen qui les mène successivement à Rome, Paris, Bruxelles et Londres.
Une fois à Londres, Mangeclous se débarrasse de ses cousins qui partent visiter l'Écosse et rédige, pour satisfaire ses ambitions personnelles, une très longue épître à la Reine d’Angleterre dans laquelle il lui prodigue notamment des conseils culinaires, ou brigue un poste d'ambassadeur d’Israël — un État qui n'existe pas encore (chapitre XXII). Le roman s'achève alors que Mangeclous a envoyé sa missive, et attend impatiemment une réponse qu'il n'imagine pas pouvoir être autre que positive.

## Enjeux et thématiques de l’œuvre
Alors que Belle du Seigneur était le roman — tragique — de la passion, Les Valeureux magnifie, sur le mode de l'humour bienveillant et de la verve rabelaisienne, l'amour conjugal et l'amitié, à travers l'exemple de ces cinq cousins, soudés et solidaires, aux liens familiaux sacrés. Pour Jean Starobinski, la dérision de l'amour-passion à l'œuvre dans l'hilarante parodie d'Anna Karénine que fait Mangeclous lors de son cours de séduction, est surtout à mettre en relation avec l'amour véritable tel que le conçoit Albert Cohen, et tel qu'il l'exprime dans Le Livre de ma mère, l'amour filial. Les interventions directe de l'auteur qui émaillent le roman confirment ce lien entre les personnages des Valeureux et l'amour pur, que ce soit quand il dit son attachement pour ses personnages « qui ne sont ni adultes, ni dignes, ni sérieux, ni de peu de paroles », mais qui constituent, à l'instar de Salomon, ses « petit[s] ami[s] intime[s], les jours de nausée », ou quand il affirme rendre, à travers ce « ghetto charmant de [s]a mère, hommage à [s]a mère morte ». 

« Sont-ils dieux, sont-ils hommes, ces Valeureux sur qui le temps est sans pouvoir et qui changent en rêve tout ce qu'ils touchent ? […] La fortune attend peut-être les Valeureux à Genève. Ils se jettent dans le voyage avec un enthousiasme et une incompétence également exemplaires. Mais qu'on y prenne garde, ces témoins d'un peuple chassé de l'Histoire, figés dans le rire comme ils le furent dans la douleur, ont à nous enseigner une vérité essentielle. Et la voix du prince des Solal ou de leur créateur, celle d'Albert Cohen, intervient pour nous le rappeler. En ce monde mortel, il n'est de grave que ce rapport tendre et heureux entre les hommes que l'on nomme Amour. Tout le reste est supercherie. Les Valeureux sont là pour le prouver. »

À travers Les Valeureux, Albert Cohen évoque aussi ses liens puissants avec la judéité. La montée du nazisme tout d'abord est évoquée de façon certes discrète, mais récurrente, dans cette intrigue se déroulant en 1935, par exemple à travers l'émouvant et glaçant personnage de « Belline la démente », qui « annonçait l'arrivée des Allemands tueurs de Juifs » du haut de sa fenêtre de la Ruelle d'Or, en Céphalonie, ou encore à l'occasion d'une dispute entre Salomon et Mangeclous, le premier ayant traité le second d'« Allemand », et qui se finit par le projet d'aller en roulotte à travers l'Allemagne pour « expliqu[er] combien il est préférable, durant ce court temps de notre vie, d'être aimables et de cœur doux, et honte à la méchanceté ! » L'auteur intervient d'ailleurs explicitement pour dire sa haine irrémédiable envers cette « nation enragée » et  leur langue, « la même qu'à Auschwitz » L'engagement d'Albert Cohen en faveur de la cause sioniste se lit également quand Saltiel écrit à son neveu Solal être allé « voir le Dr Weizmann, chef du Sionisme » à Londres, ou encore quand Mangeclous explique, dans sa lettre à la Reine d'Angleterre, les « raisons personnelles » qui le poussent à demander la création d'un « État israélite », à savoir, sa soif d'être ministre des Affaires Étrangères, ou ambassadeur.